# Phapitreron cinereiceps
Phapitreron cinereiceps là một loài chim trong họ Columbidae.